# Tuberonotha strenua
Tuberonotha strenua is een insect uit de familie van de Mantispidae, die tot de orde netvleugeligen (Neuroptera) behoort. 
Tuberonotha strenua is voor het eerst wetenschappelijk beschreven door Gerstäcker in 1894.